# Türkisch für Anfänger (Film)
Türkisch für Anfänger ist eine deutsche Spielfilmadaption der gleichnamigen ARD-Serie aus dem Jahr 2012. Die Regie der Komödie, die die Geschichte der Serie neu erzählt, übernahm Serienschöpfer und Drehbuchautor Bora Dagtekin, der mit der Adaptierung sein Filmregiedebüt gab. Anlehnend an die Originalhandlung erzählt die Neuverfilmung von der Begegnung der Familien Schneider und Öztürk, die während einer Thailandreise eine Bruchlandung mit dem Flugzeug überstehen und gezwungen sind, einander kennenzulernen.
Der Film wurde von der Rat Pack Filmproduktion in Koproduktion mit Constantin Film, ARD Degeto, dem BR, dem WDR, dem NDR, Panda Plus und der Bluverde Filmproduktion produziert. Für die Leinwandfassung konnte, außer Emil Reinke, die gesamte TV-Besetzung erneut versammelt werden, allen voran Josefine Preuß, Elyas M’Barek, Anna Stieblich, Adnan Maral, Pegah Ferydoni und Arnel Tači.
Der Film hatte am 6. März 2012 in München Premiere, der Kinostart folgte am 15. März 2012.

## Handlung
Von der Erziehung einer Alt-68er-Therapeutin geprägt, deren Kern sich vor allem durch Regelfreiheit und penetrante Unkonventionalität zeigte, hat Lena Schneider sich zum Gegenteil ihrer Mutter Doris entwickelt. Sie versucht, alles zu kontrollieren, und lehnt Gefühle strikt ab. Zur Feier ihres Abiturs steht ein Thailandurlaub an. Während Doris von gemeinsamen Partynächten träumt, möchte Lena im Urlaub nur lesen und ihre Mutter auf Abstand halten. Gleichzeitig planen auch die Öztürks einen Thailandurlaub und brechen zum Flughafen auf. Auf dem Weg dorthin begegnen sich die beiden Familien an einer roten Ampel. Sie sitzen auch im Flugzeug nebeneinander.
Nach einigen Stunden gerät das Flugzeug in Turbulenzen und muss aufgrund einer Aschewolke mitten im Indischen Ozean notwassern. Nahezu alle Passagiere werden unverletzt aus den Rettungsbooten gerettet und in einem Hotel untergebracht. Lena jedoch wacht bald darauf in einer Rettungsinsel auf, nachdem diese auf einen Strand aufgelaufen ist. Bei ihr befinden sich Cem, seine Schwester Yağmur und ein stotternder Grieche namens Costa. Als die Truppe sich aus der Luftinsel befreit, müssen die Jugendlichen feststellen, dass sie auf einer einsamen Insel gestrandet sind. Über ein Funkgerät in einer verlassenen Hütte erfahren sie von ihren Eltern, dass das Signal des Peilsenders ihrer Rettungsinsel zu schwach ist, um geortet zu werden. Derzeit wartet man auf bessere Ausrüstung aus Thailand.
Als die Gruppe versucht, den Peilsender auf den Berg der Insel zu bringen, um die Reichweite zu erhöhen, müssen sie feststellen, dass der Rucksack mit dem Peilsender ins Meer getrieben ist. Als Lena den Rucksack zurückholen möchte, tritt sie in einen Seeigel und entwickelt heftige allergische Reaktionen. Cem bringt Lena in der Hoffnung auf ein Gegenmittel in ein Eingeborenendorf, in dem sie zuvor ein Opferritual beobachtet hatten. Dort stellt Cem fest, dass die Eingeborenen fließend Deutsch sprechen und die Frau aus dem vermeintlichen Opferritual noch am Leben ist. Es handelt sich um Uschi, eine Forscherin, die auf die Insel kam, um das Leben eines Kannibalenstammes zu erforschen. Sie verabreicht Lena ein Gegenmittel und erlaubt Cem, ihr Telefon zu benutzen, mit dem er ihre Eltern anruft.
Metin und Doris finden inzwischen zueinander. Nachdem die beiden zusammen am Strand waren, verabreden sie sich zum Besuch eines Discoboots. Dort stürzt Doris mit dem Surflehrer Ivan ab und muss in seiner Hütte feststellen, dass er ein Callboy ist und nur gegen Geld mit ihr schlafen will. Den folgenden Tag verbringen Doris und Metin gemeinsam und schlafen schließlich miteinander.
Auf der Insel rauchen die Jugendlichen mit den Eingeborenen eine Friedenspfeife. Lena glaubt, Cem wolle mit ihr schlafen, und nimmt mehrere Züge der Droge. Cem präsentiert ihr aber nur einen Hip-Hop-Song, von dem sie wenig begeistert ist. Es kommt erneut zu einem Streit über die geistige Reife Cems. Dann beginnt die Friedenspfeife zu wirken und Lena fordert Cem auf, mit ihr zu schlafen. Er trägt sie in die Hütte und stößt auf dem Weg zum Bett gegen Lenas Camcorder, der mit der Aufnahme beginnt. Cem legt sich zu Lena ins Bett.
Am Morgen sitzt Yağmur am Bett und belächelt die beiden für ihr mutmaßliches Treiben. Als Costa nach der Feier bei den Eingeborenen in der Hütte erscheint, spricht dieser Cem auf die gewonnene Wette hinsichtlich des Beischlafs mit Lena an, die das Gespräch belauscht. Anschließend ist Yağmur Costa bei der Beseitigung eines Missgeschicks behilflich, woraufhin die beiden sich küssen und feststellen, dass Costa nicht stottert, wenn er ihre Hand berührt.
Am Wasserfall konfrontiert die enttäuschte Lena dann Cem mit der Wette. Sie rutscht im Wasser aus, wird von der Strömung mitgerissen und landet in einem Teich. Als Cem sie um Entschuldigung bitten möchte, weil er sich insgeheim in sie verliebt hat, erscheint Doris im Dschungel und umarmt ihre Tochter. In der Ferienanlage spricht Doris sie auf ein Essen an, das am Abend mit Metin und seiner Familie stattfinden soll. Doris ist verliebt in den Türken, möchte ihn gerne wiedersehen und besser kennenlernen. Lena will jedoch nichts mehr mit Cem zu tun haben und beschließt, die Familie zu vertreiben. Sie informiert sich im Internet über den Mafia-Clan, aufgrund dessen die Öztürks ins Zeugenschutzprogramm aufgenommen wurden, verwüstet Metins Hotelzimmer und sprüht ein Graffito mit der Aufschrift „Wir haben dich gefunden“ an die Wand. Metin gerät in Panik und flieht mit seinen Kindern.
Lena fühlt sich siegessicher. Als sie am Abend jedoch ihre Mutter beobachtet, die traurig Karaoke singt und Metin nachtrauert, schaut sie sich ihre Aufnahmen von der Insel an und entdeckt auch das Video von der Nacht, in der sie vermeintlich mit Cem geschlafen hatte. Es stellt sich heraus, dass Cem die Situation nicht ausgenutzt, sondern Lena nur im Schlaf beobachtet hatte. Lena gesteht ihrer Mutter daraufhin alles, und die beiden nehmen sich ein Taxi zum Flughafen, wo die Öztürks gerade ihre neuen Identitäten annehmen und nach Oslo fliegen wollen. Die Schneiders schaffen es noch an Bord und Lena gesteht Metin, was sie getan hat. Dadurch finden Doris und Metin sowie Lena und Cem wieder zueinander. Der Film endet mit einem gemeinsamen Aufenthalt der drei Paare am Strand.

## Hintergrund

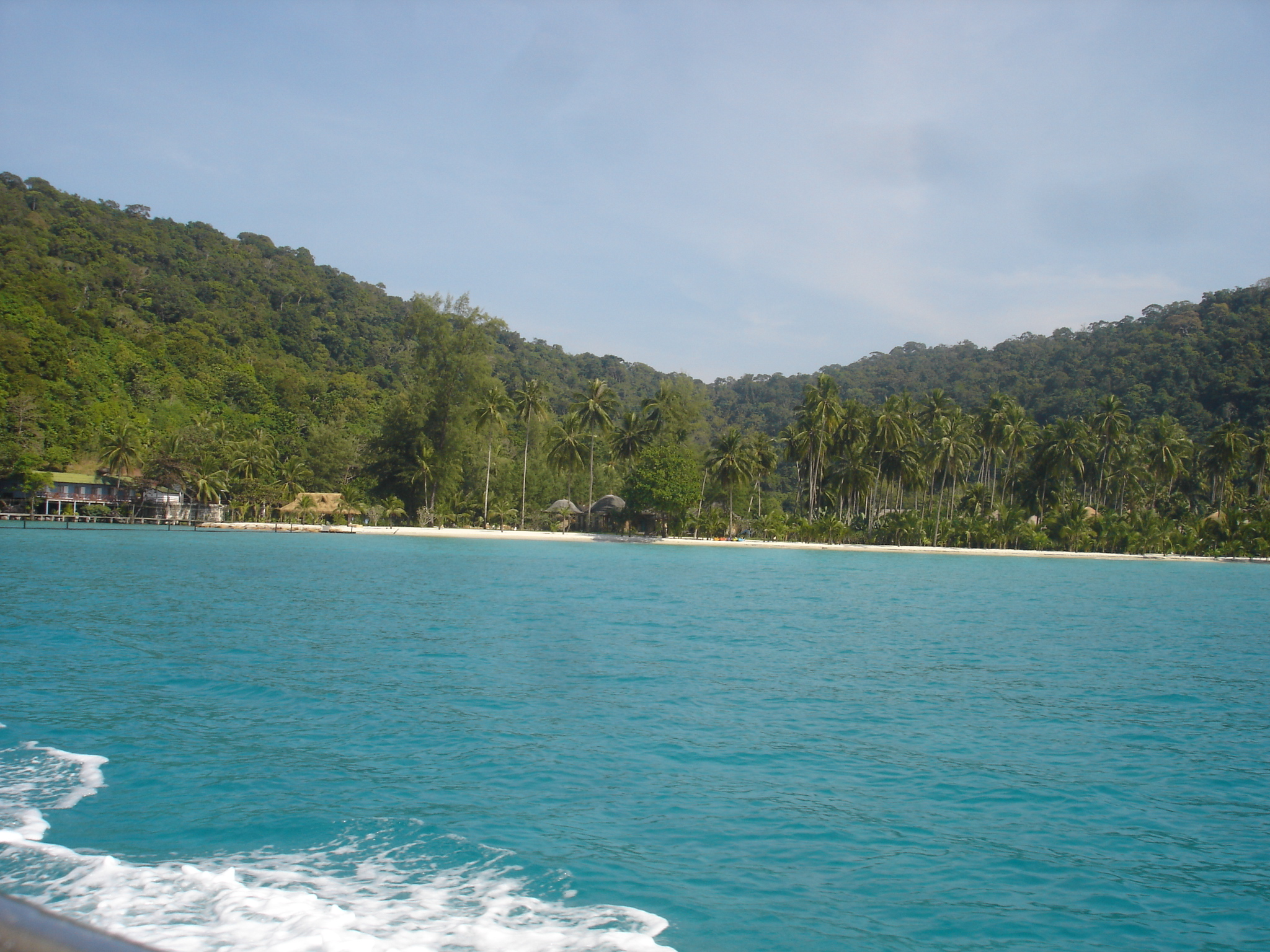
Die thailändische Insel Ko Kut diente als Filmkulisse.

Die Dreharbeiten zu Türkisch für Anfänger dauerten insgesamt 37 Tage und fanden vom 5. April 2011 bis 21. Juni 2011 in München und Berlin sowie in Thailand statt. Der südostasiatische Staat diente als Kulisse für die Andamanen, eine Inselgruppe im Golf von Bengalen, die 800 Kilometer westlich von Thailand liegt und als eigentlicher Hauptspielort des Films fungierte. Das Land hatte im Vorfeld den Vorzug vor einer Reihe weiterer potentieller Kandidaten wie Südafrika, Hawaii und die Karibik erhalten, Orte, die auch aus finanziellen Gründen später nicht in Frage gekommen waren. Die exotischen Drehorte fand die Crew nach langen Location-Touren und mit Unterstützung einer thailändischen Produktionsfirma, die das Team während der Dreharbeiten fortwährend begleitete; darunter die im Osten Thailands an der Grenze zu Kambodscha befindliche Insel Ko Kut sowie deren Nachbarinsel Ko Chang, auf welcher wiederum die Szenen im Urlaubsresort entstanden. In der Provinz Chanthaburi im Landesinneren Thailands entstanden ferner die Urwald-Szenen mit Katja Riemann und Günther Kaufmann. Gefördert wurde das Projekt vom FilmFernsehFonds Bayern, der Filmförderungsanstalt und dem Deutschen Filmförderfonds.

## Unterschiede und Parallelen zur Serie
Obwohl der Kinofilm eine alternative Erzählung beinhaltet, wie sich Familie Schneider und Familie Öztürk kennengelernt haben, blieben die Figuren der Serie weitestgehend gleich. Allerdings gab es einige Unterschiede zwischen Serie und Kinofilm:
- Im Kinofilm erfährt man den genauen Grund, woran Cems und Yağmurs Mutter gestorben ist.
- Die Serie spielt in Berlin-Neukölln, im Film hingegen betont Metin, dass Cem „aus Zehlendorf und nicht Neukölln“ kommt. Cem will aber sowohl in der Serie als auch im Film Rapper werden.
- Yağmur wirkt in der Serie viel prüder und verschlossener als im Kinofilm. Ein Beispiel hierfür ist, dass Yağmur im Film ohne Probleme vor männlichen Figuren viel Haut zeigt, wohingegen sie in der Serie stets zugeknöpft und meist mit Kopftuch zu sehen ist.
- Im Kinofilm ist sich Costa schon vor dem Kennenlernen von Cem seines Stotterns bewusst.
- Metin nimmt die Gefahren, als Kriminalpolizist von Verurteilten verfolgt zu werden, viel ernster als in der Serie.
- Doris hat im Kinofilm ein besseres Verhältnis zu ihrer Schwester Diana als in der Serie.
- Im Kinofilm wird Doris sehr viel kindischer und mit einem falschen Selbstbild dargestellt, anders als in der Serie.
- Lenas Bruder Nils wird im Film von Nick Romeo Reimann dargestellt, in der Serie war dies Emil Reinke.
- Im Kinofilm hat Nils einen ganz anderen Charakter als in der Serie. In der Serie wirkt er introvertiert, aber auch sehr vernünftig. Im Film wird er als Freak dargestellt.
- Im Kinofilm taucht auch Lenas Ex-Freund namens Frieder auf, gespielt von Frederick Lau. Frieder wollte Selbstmord begehen und lernte Lena in einer Gruppe für Suizidgefährdete kennen. Dies ist eine Parallele zur Serienfigur Axel Mende, gespielt von Axel Schreiber. Dieser täuschte einen Selbstmordversuch vor, damit Lena mit ihm zusammenblieb.
- Annette Strasser verkörperte in der dritten Staffel der Serie die Altenpflegerin Susanne. Im Film übernahm sie die Rolle der Stewardess in dem abstürzenden Flugzeug.
- Ursprünglich sollte die Rolle der Cleo sehr viel größer ausfallen. Da die Darstellerin aber erst nach den Dreharbeiten in Thailand gefunden wurde, hatte man sich vorher entschieden, ihre Rolle zu verkleinern. In den ersten Drehbuchfassungen sollte Cleo, wie auch Frieder, nach Thailand reisen, nachdem Cem gerettet wurde.
- Laura Osswald ist im Musikvideo von Nutten am Pool als Gefängniswärterin zu sehen. Osswald spielte bereits in Doctor’s Diary und Schulmädchen von Bora Dagtekin mit. Auch in der gleichnamigen Serie hatte sie einen Cameo-Auftritt.

## Rezeption

### Kritik
Die Kritik nahm den Film sehr unterschiedlich auf. So bezeichnete Björn Becher die Produktion in seiner Rezension für Filmstarts.de als „eine der witzigsten deutschen Kino-Komödien der jüngeren Vergangenheit.“ Bora Dagtekin sei es gelungen, mit einer „Kombination aus neuem Pomp und alten Stärken (…) den Charme und den bitterbösen Humor seiner Serie auf die Kinoleinwand zu übertragen“. Türkisch für Anfänger funktioniere „wunderbar als eigenständiger Kinofilm und besitzt zugleich auch die Qualitäten der Originalserie“. Dagtekin erweise sich bei seinem Regiedebüt hinter der Kamera zudem auch als „hervorragender Regisseur“: Der Film komme „nicht nur wegen des wunderbar eingefangenen Insel-Schauplatzes prächtig auf der großen Leinwand zur Geltung, sondern auch durch zahlreiche gekonnt umgesetzte visuelle Einfälle.“
Auch Filmkritiker Hans-Ulrich Pönack schrieb für Deutschlandradio: „So prächtig witzig ging es schon lange nicht mehr zu im deutschen Komödien-Kino. Mit Pointen, die ihren lustigen Namen auch wirklich verdienen: ironisch, treffsicher, frech, durchweg amüsant. Es sprühen die kessen Unterhaltungsfunken. Über pfiffige Situationskomik. Krassen Spott. Süffisantem Klischee-Kompott. Mit spitzzüngigen Lächerlichkeiten in Sachen dussliger Vorurteile. In Sachen verkrampftem Multikulti-Gehabe. In Sachen ritualisierte Macht-Spielchen. Was für ein temperamentvolles Locker-Vergnügen!“ Ferner lobte er die Darstellungen der Hauptbesetzung.
Focus-Autor Jakob Biazza dagegen bezeichnete die Kinoadaption der von ihm gelobten TV-Serie als Flop. Der Film erweise sich als „plump [und] schrecklich vorhersehbar“ und beweise „warum immer mehr Autoren inzwischen lieber für Serien als fürs Kino schreiben: Wenn sie gut gemacht sind, bieten die Vielteiler unendlich mehr Möglichkeiten für Entwicklung und Charakterisierung.“ Unterm Strich bleibe „in diesem Fall ein Film, der Gags im Zehn-Sekunden-Takt abfeuert, um damit total unverkrampft und klischeefrei Geschlechter- und Kulturkampf zu behandeln.“
Ebenfalls enttäuscht zeigte sich Juliane Gringer von der Mitteldeutschen Zeitung. Sie bezeichnete „das Wagnis Kino hier [als] leider wirklich vollkommen misslungen. Der erfrischende Esprit und die authentische Komik fehlen völlig. Damit verrät die Filmversion auch das Original: Die Glaubwürdigkeit der sympathischen Figuren wird hier in fast jeder Szene billigen Zoten geopfert. Wer dafür verantwortlich ist, bleibt im Dunkeln.“ Sie frage sich zudem ernsthaft, „wie sich alle Beteiligten sehenden Auges und klaren Verstandes in so ein Unglück stürzen konnten“.

### Erfolg
Türkisch für Anfänger feierte am 6. März 2012 im Cinemaxx in München Premiere. Am 11. März 2012 starteten Cast und Crew in Hamburg eine deutschlandweite Kinotour, bei der Bora Dagtekin gemeinsam mit Josefine Preuß und Elyas M’Barek die Kinovorführungen besuchte. Die Freigabe der Produktion zur öffentlichen Vorführung erfolgte schließlich am 15. März 2012. Presseberichten zufolge zählte die Produktion bereits am ersten Tag inklusive Previews rund 90.000 Besucher. Nach Ende des ersten Vorführwochenendes wurden mehr als 370.000 Zuschauer in 492 Kinos verzeichnet. Damit erreichte Türkisch für Anfänger unmittelbar die Spitze der deutschen Kinocharts. Mit 2.390.245 Zuschauern belegte der Film am Jahresende den zehnten Platz der Besucherrangliste und war damit die erfolgreichste deutsche Kinoproduktion.
Die Free-TV-Premiere des Kinofilms erfolgte am 26. August 2013 im Ersten. Insgesamt schalteten zur Primetime 4,94 Millionen Zuschauer ein, was einem Marktanteil von 16 % entsprach.

## Auszeichnungen
- 2012: Deutscher Comedypreis in der Kategorie Erfolgreichste deutsche Filmkomödie[16]
- 2012: Video Champion in der Kategorie Deutscher Film[17]
- 2012: Bambi in der Kategorie Film National[18]
- 2013: Bayerischer Filmpreis – Publikumspreis
- 2013: Deutscher Hörfilmpreis – Publikumspreis